# Sulfure
Cet article concerne le composé chimique et l'ion correspondant. Pour les minéraux, voir Sulfure (minéral). Pour le presse-papiers en verre, voir Millefiori.
En chimie, un sulfure est un composé chimique où le soufre, avec un degré d'oxydation de −II, est combiné à un autre élément chimique ou un de ses radicaux. Certains composés covalents du soufre, tels le disulfure de carbone CS2 et le sulfure d'hydrogène H2S, sont également considérés comme des sulfures. Les thioéthers, des composés organiques de la forme R-S-R' où R et R' sont des groupes fonctionnels carbonés, sont également désignés comme des sulfures ou (si R et R' sont des alkyles) des dialkyl sulfures.
L'ion sulfure est S2−, un anion qui a une charge de −2. En solution aqueuse, ce n'est qu'à un pH alcalin (pH élevé) que les ions sulfure sont présents en grande concentration, car à pH bas l'ion H+ se combine avec les ions sulfure pour former HS− ou H2S. HS− est l'ion hydrogénosulfure ou hydrosulfure comme dans l'hydrogénosulfure de sodium, NaSH. H2S est le sulfure d'hydrogène, un gaz soluble dans l'eau qui est un diacide faible.
Les sulfures ioniques peuvent être considérés comme les sels de l'acide sulfhydrique H2S. Beaucoup de sulfures inorganiques sont peu voire très peu solubles dans l'eau. Quand un groupe fonctionnel −SH est lié de façon covalente à un autre atome ou à un groupe, notamment à un radical organique R dans un thiol, on le qualifie de groupe sulfhydrile. Les groupes sulfhydrile peuvent être légèrement acides et se séparer d'un ion H+ pour former un « ion sulfure substitué ». L'hydrosulfure d'éthyle C2H5SH, par exemple, peut se séparer d'un ion H+ pour former l'ion sulfure d'éthyle C2H5S−.
Le soufre des sulfures est dans son état d'oxydation le plus bas, −II. Les sulfures peuvent donc être oxydés. Le sulfure de diméthyle CH3-S-CH3 par exemple, un thioéther, peut s'oxyder en diméthylsulfoxyde CH3-SO-CH3, qui à son tour peut s'oxyder en sulfone de diméthyle CH3-SO2-CH3.
Les disulfures sont des composés similaires aux sulfures, dans lesquels deux atomes de soufre sont liés entre eux par une liaison covalente, et au reste de la molécule par une liaison covalente ou ionique.
Le sulfure d'hydrogène H2S est un gaz à l'odeur d’œuf pourri, extrêmement toxique. Il se forme biologiquement dans les sédiments des marais et dans les boues d'épuration par digestion anaérobie des protéines soufrées, ou à partir de sulfates par des bactéries réductrices. On le trouve aussi dans certains gaz naturels, dans les gaz volcaniques, et comme sous-produit de certains processus industriels.

## Formation des sulfures et sulfates
Il existe dans le monde de nombreux « sols acides à sulfates » qui peuvent avoir des sulfures comme origine (sulfures de fer : pyrite, marcassite, mackinawite, greigite, etc.). Ces sulfures s'accumulent via un phénomène de pyritisation. Dans les sédiments la pyritisation apparaît après le stade « monosulfure noir » en présence de soufre quand le taux de « fer réactif » disponible augmente (jusqu'à 80 % du fer peut alors être pyritisé en 10 ans).

## Exemples
- sulfure d'hydrogène ou acide sulfhydrique (H2S)
- sulfure de sodium (Na2S)
- les différents sulfures de carbone (CSn avec n = 1/2, 2/3, 1 ou 2)
- sulfure de nickel (NiS)
- décasulfure de tétraphosphore (P4S10)
- disulfure de sélénium (SeS2)
- sulfure d'argent (Ag2S)
- disulfure de fer (FeS2)
- chalcopyrite (CuFeS2)
- sulfure de plomb(II) (PbS)
- sulfure de zinc (ZnS)

## Utilisations
- Le sulfure de cadmium CdS est utilisé dans les photodétecteurs.
- Le polysulfure de calcium est un fongicide traditionnel en jardinage (bouillie nantaise).
- Le disulfure de carbone CS2 est utilisé comme solvant dans l'industrie chimique.
- Le sulfure de plomb PbS est utilisé dans les détecteurs infrarouges.
- Le sulfure d'argent Ag2S se forme sur les contacts électriques en argent quand ils opèrent dans une atmosphère riche en sulfure d'hydrogène.
- Le sulfure de sodium Na2S est un composé important dans l'industrie, utilisé dans la fabrication du papier kraft, dans celle de colorants, dans le tannage des cuirs, dans le traitement du pétrole brut, dans celui de la pollution par les métaux lourds, etc.
- Le sulfure de zinc ZnS est utilisé dans les lentilles et autres dispositifs optiques fonctionnant dans l'infrarouge.
  - Additionné d'un peu de cuivre, il est aussi utilisé comme phosphore dans les bandes photoluminescentes des éclairages d'urgence et des cadrans de montre lumineux.
- Les sulfures de plusieurs métaux (dont le cadmium, le mercure et l'arsenic) sont des constituants de pigments utilisés dans les arts plastiques, mais ne sont plus guère employés en raison de leur toxicité.
- Le polysulfure de phénylène est un polymère de hautes performances, dans lequel les monomères sont liés par des liaisons sulfure (thioéther).

## Présence dans la nature
De nombreux minerais métalliques sont des sulfures, notamment :
- l'argentite (argent) ;
- l'arsénopyrite (arsenic et fer) ;
- la chalcopyrite (fer et cuivre) ;
- le cinabre (mercure) ;
- la galène (plomb) ;
- la molybdénite (molybdène) ;
- la pentlandite (nickel) ;
- la pyrite (fer) ;
- le réalgar (arsenic) ;
- la sphalérite (zinc) ;
- la stibnite (antimoine).

## Risques et sécurité, toxicité et écotoxicité des sulfures
De nombreux sulfures métalliques sont si insolubles dans l'eau qu'ils ne sont probablement pas très toxiques dans les sédiments ou les sols anoxiques, mais nombre d'entre eux, s'ils sont exposés à un acide fort y compris à l'acide gastrique, libèrent des sulfure d'hydrogène toxiques. De même ils peuvent libérer des métaux toxiques quand ils sont exposés à l'oxygène ou à un autre oxydant. Si des conditions anoxiques deviennent oxiques ou si une zone limite entre ces deux conditions évolue (par exemple à la suite d'une baisse de la nappe dans un sédiment ou dans un sol engorgé), des métaux lourds et métaux de transition sont libérés dans l'eau interstitielle au moment de l'oxydation des sulfures. Si le milieu est acide, ces métaux peuvent devenir bioassimilables et circuler plus facilement dans le milieu. Dans certaines conditions, ils peuvent simultanément co-précipiter ; par exemple dans un sédiment exposé à l'oxygène le fer précipite en oxydes de fer et le manganèse en oxyde de manganèse ; dans ces cas, les éléments toxiques libérés par les sulfures volatiles acides (SVA ou AVS) peuvent être spontanément et immédiatement séquestrés sous une autre forme particulaire sans que leur biodisponibilité soit fortement modifiée. Le cycle du soufre et ses interactions avec les métaux toxiques sont encore mal compris. La biodisponibilité des métaux des sulfures des sédiments se montre plus complexe qu'on ne l'avait estimé au XXe siècle, notamment parce que liée à l'activité bactérienne, racinaire, au pH à la température à d'éventuels phénomènes de bioturbation, etc. ; elle fait encore l'objet d'études.
Beaucoup de sulfures sont toxiques par inhalation ou injection, en particulier si l'ion métallique est toxique. En outre, beaucoup de sulfures, s'ils sont en présence d'un acide minéral fort (ou des acides stomacaux !), émettent du sulfure d'hydrogène, volatil et hautement toxique pour la plupart des espèces animales, même à faible dose (aux doses dégagées par des masses d'algues en putréfaction voire - dans un cas documenté au moins - par la décomposition de matière organique dans une bonde d'évier.
De plus, beaucoup de sulfures, en particulier les sulfures organiques sont assez inflammables, et quelques-uns sont extrêmement inflammables. Or, quand un sulfure brûle, ses fumées contiennent très souvent du dioxyde de soufre (SO2), qui est également un gaz toxique et un polluant de l'air.
Les sulfures volatils (qui dans l'environnement, hors des contextes volcaniques et de certains contextes hydrothermaux, sont généralement des métabolites volatils microbiens) ont souvent une odeur désagréable. Ils peuvent contribuer au phénomène d'haleine fétide (le plus souvent due à des composés excrétés par une bactérie installée sur le dos de la langue et dans les poches parodontales) et à dégrader la qualité organoleptique d'aliments ou du vin,, mais à faible dose, comme d'autres composés soufrés dans divers aliments et boissons, le sulfure de diméthyle (DMS) contribue aux arômes et bouquets des vins.